# Gynodiastylis anguicephala
Gynodiastylis anguicephala är en kräftdjursart som beskrevs av Hiroshi Harada 1962. Gynodiastylis anguicephala ingår i släktet Gynodiastylis och familjen Gynodiastylidae. Inga underarter finns listade i Catalogue of Life.